# Pavlîkî, Busk
Pavlîkî (în ucraineană Павлики) este un sat în comuna Ojîdiv din raionul Busk, regiunea Liov, Ucraina.

## Demografie
Componența lingvistică a localității Pavlîkî
     Ucraineană (100%)
Conform recensământului din 2001, toată populația localității Pavlîkî era vorbitoare de ucraineană (100%).